# FightAIDS@Home
FightAIDS@Home este primul proiect biomedical care utilizează calculul distribuit pentru a accelera cercetările în descoperirea de noi terapii medicamentoase pentru HIV, virusul care cauzează SIDA. FightAIDS@Home este găzduit de IBM pe World Community Grid și este coordonat de oamenii de știință din cadrul Laboratorului Olson de la Scripps Research Institute. FightAIDS@Home funcționează din 2002 și s-a alăturat World Community Grid pe 21 noiembrie 2005. Din iulie 2013, este funcțional și pe smartphone-urile și tabletele Android.
Proiectul FightAIDS@Home operează un program software numit AutoDock dezvoltat în Laboratorul Olson. AutoDock este o suită de instrumente care prezice modul în care moleculele mici, cum ar fi medicamentele, s-ar putea lega sau „andoca” la un receptor de structură 3D cunoscută.
În primii trei ani ai proiectului, peste 409.000 de oameni au devenit voluntari și au pus la dispoziție puterea de procesare a peste 1,1 milioane de calculatoare pentru a impulsiona cercetările.

## Scop
Proiectul utilizează marea capacitate de procesare a World Community Grid pentru a dezvolta noi strategii chimice eficiente în tratamentul persoanelor infectate cu HIV și care prezintă rezistență crescută la medicamente. Posibilitățile crescute ale acestei rețele permit anticiparea interacțiunilor relevante dintre moleculele tratamentelor potențiale pentru această boală și proteinele mutante ale HIV, favorizând dezvoltarea de tratamente medicale noi și mai eficiente decât cele existente.

## Aspecte și specificații tehnice
Asemenea tuturor proiectelor găzduite pe World Community Grid, FightAIDS@Home se bazează pe colaborare și calcul distribuit, unde nodurile de sistem, puse la dispoziție de voluntari, descarcă și instalează un agent software a cărui execuție începe odată cu activarea modului economisire ecran. Fiecare nod primește un mic set de date, numite unități de lucru (engleză: working unit, WU), pentru procesare. Fiecare WU este dimensionat la 512 KB și fiecare WU poate fi transmisă la trei noduri diferite. Când nodurile sunt inactive, ecranul intră în modul economisire. Agenții software instalați vor începe procesarea WU. La finalul procesării, rezultatele sunt transmise serverelor FightAIDS@Home. Rezultatele procesării aceleiași WU trimise la noduri diferite sunt comparate pentru a valida rezultatele găsite de fiecare nod.

### Cerințe de sistem
Cerințele minime pentru ca FightAIDS@home să funcționeze sunt:
| Memorie            | 250 MB                       |
| Spațiu pe disc     | 50 MB                        |
| Sisteme de operare | Windows, Mac, Linux, Android |